# Sphyraena sphyraena
Il luccio di mare (Sphyraena sphyraena Linnaeus, 1758), noto anche come barracuda europeo, è un pesce di mare appartenente alla famiglia Sphyraenidae.

## Descrizione
Estremamente simile al barracuda boccagialla, da cui lo distingue la livrea priva di striature azzurre oblique sui fianchi (se presenti sono poco visibili mentre in S.viridensis sono sempre nette) e la taglia molto inferiore (1 m al massimo in casi eccezionali).
Questa specie e la Sphyraena viridensis sono state confuse per anni anche dagli ittiologi per cui non si conoscono bene le differenze tra le due. L'unico metodo certo di distinzione è nel preopercolo, squamoso in questa specie e nudo in Sphyraena viridensis.

## Biologia

### Alimentazione
È una specie piscivora. Le prede più frequenti sono sardine, acciughe e latterini.

### Riproduzione
Primaverile-estiva. I giovani hanno fasce scure verticali che scompaiono ad una lunghezza di 30 mm circa.

## Distribuzione e habitat
È diffuso, oltre che nell'intero mar Mediterraneo, sulla costa atlantica dal Golfo di Guascogna a tutta la costa africana fino all'Angola, oltre che nel Mar Nero.

È una specie pelagica che vive nell'acqua libera, di solito vicino alla costa e nei pressi di fondi sabbiosi mentre l'affine e molto simile barracuda mediterraneo vive in genere più al largo e nei pressi di isole e scogli.

## Pesca
Occasionale da parte dei pescatori professionisti con le reti e da pescatori sportivi soprattutto con la tecnica della traina e dello spinning. Le carni sono buone.

## Bibliografia

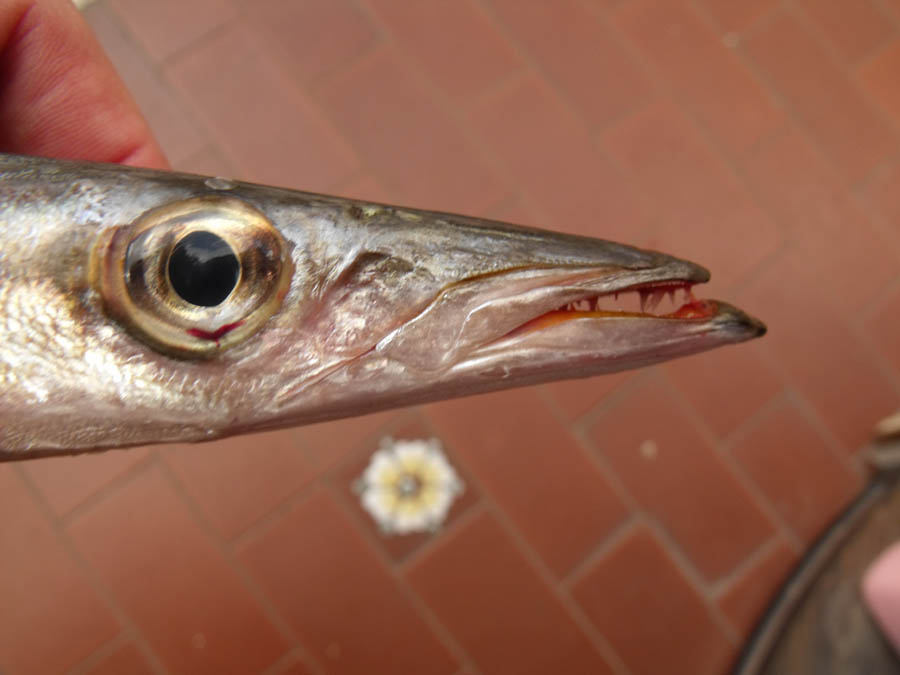
Particolare della testa